# Bộ Tai hùm
Bộ Tai hùm (danh pháp khoa học: Saxifragales) là một bộ thực vật hai lá mầm. Các họ hàng gần nhất của chúng là một nhóm thực vật hai lá mầm thật sự lớn, được biết đến dưới tên gọi rosids (nhánh Hoa hồng) theo như định nghĩa về rosids do hệ thống APG II đưa ra. Một vài tác giả định nghĩa nhánh rosids rộng hơn, bao gồm cả Saxifragales như là nhóm cơ sở nhất của nhánh này. Saxifragales là một trong tám nhóm hợp thành core eudicots (thực vật hai lá mầm thật sự phần lõi). Các nhóm khác là Gunnerales, Dilleniaceae, rosids, Santalales, Berberidopsidales, Caryophyllales và asterids.
Saxifragales có một hồ sơ hóa thạch rộng khắp. Các thành viên còn sinh tồn dường như là những gì sót lại của một bộ trước đây từng rất đa dạng và phân bố rộng khắp.
Saxifragales, như hiện nay người ta hiểu, là dựa trên các kết quả của các nghiên cứu phát sinh chủng loài phân tử về các trình tự DNA. Nó không phải là một phần của bất kỳ hệ thống phân loại nào dựa trên hình thái học thực vật. Nhóm này quả thực cần có thêm nghiên cứu giải phẫu so sánh, đặc biệt là dưới ánh sáng của sự mở rộng gần đây của họ Peridiscaceae để bao gồm cả chi Medusandra, một chi mà trước năm 2009 thường đã từng không được đặt trong bộ Saxifragales.
Bộ này được chia thành các nhóm trên cấp họ như chỉ ra trong cây phát sinh chủng loài dưới đây. Các nhóm này là không chính thức và vì thế không có bậc phân loại cụ thể.

## Các họ
Bộ Saxifragales chứa khoảng 2.470 loài. Các loài này được phân chia trong 15 họ hay 12 họ, nếu như họ Haloragaceae sensu lato được công nhận như là một họ bao gồm Haloragaceae sensu stricto và các chi Penthorum, Tetracarpaea, Aphanopetalum. Khoảng 95% các loài nằm trong 5 họ: Crassulaceae (1.400), Saxifragaceae (500), Grossulariaceae (150-200), Haloragaceae (150), Hamamelidaceae (100). Phần lớn các họ là đơn chi. Số lượng các chi trong mỗi họ như sau: Crassulaceae (34), Saxifragaceae (33), Hamamelidaceae (27), Haloragaceae (8), Peridiscaceae (4), Altingiaceae (3), Iteaceae (2), Paeoniaceae (1), Cercidiphyllaceae (1), Daphniphyllaceae (1), Aphanopetalaceae (1), Tetracarpaeaceae (1), Penthoraceae (1), Pterostemonaceae (1), Grossulariaceae (1). Một vài tác giả không công nhận Choristylis như là một chi tách biệt với Itea. Tương tự, một vài tác giả gộp Liquidambar và Semiliquidambar vào chi Altingia. Như thế, Altingiaceae và Iteaceae là đơn chi trong một số phân loại.

### Danh sách các họ
APG xếp bộ này trong nhánh thực vật hai lá mầm thật sự phần lõi (core eudicots). Cũng theo APG III năm 2009 thì bộ này bao gồm 15 họ, 112 chi và 2.470 loài, xếp theo trật tự phát sinh chủng loài (trừ họ Cynomoriaceae chưa rõ vị trí) như sau:
- Họ Peridiscaceae
- Họ Paeoniaceae - Họ Mẫu đơn
- Họ Altingiaceae - Họ Tô hạp, bao gồm tô hạp, sau sau, phong, tẩm)
- Họ Hamamelidaceae - Họ Kim lũ mai hay họ Kim mai, quen gọi là họ sau sau)
- Họ Cercidiphyllaceae
- Họ Daphniphyllaceae - Họ Vai
- Họ Crassulaceae - Họ Cảnh thiên, gồm các loài cảnh thiên, lá bỏng, thủy bồn thảo v.v)
- Họ Aphanopetalaceae
- Họ Tetracarpaeaceae
- Họ Penthoraceae - Họ Xả căn
- Họ Haloragaceae - Họ Rong xương cá
- Họ Iteaceae - Họ Lưỡi nai (bao gồm cả họ Pterostemonaceae theo tùy chọn của APG II).
- Họ Grossulariaceae - Họ Lý chua
- Họ Saxifragaceae - Họ Tai hùm
- Họ Cynomoriaceae - Họ Toả dương

Trong hệ thống Cronquist cũ thì các họ này được chia ra trong các bộ như Rosales, Hamamelidales và Haloragales. Tuy nhiên, chúng dường như tạo thành một nhóm đơn ngành, có quan hệ với nhánh hoa Hồng (rosids) và nhánh Cúc (asterids).

## Lịch sử
Trong phạm vi bộ Saxifragales có một nhóm trên cấp họ gọi là liên minh Saxifragaceae. Nó bao gồm 4 họ: Pterostemonaceae, Iteaceae, Grossulariaceae, Saxifragaceae. Từ lâu người ta đã biết chúng có quan hệ họ hàng gần với nhau, nhưng định nghĩa của họ Saxifragaceae lại từng thay đổi rất nhiều. Hiện tại, nó là họ nhỏ hơn rất nhiều so với trước đây. Các họ Crassulaceae và Tetracarpaeaceae đã từng gắn liền với Saxifragaceae trong một thời gian dài. Chi Penthorum đã từng gắn với họ Crassulaceae, nhưng đôi khi là với họ Saxifragaceae.
Hai thành viên của Saxifragales phần lõi đôi khi đã từng đặt gần Saxifragaceae, nhưng thường ở một nơi nào khác. Chi Aphanopetalum thường đã từng đặt trong họ Cunoniaceae, một họ hiện nay thuộc bộ Oxalidales, mặc dù đã từng có các lý do hợp lý để đặt nó trong bộ Saxifragales. Aphanopetalum hiện nay đã được loại ra khỏi họ Cunoniaceae. Họ Haloragaceae thường đã từng được coi là họ trong bộ Myrtales, nhưng hiện nay không còn được đặt trong bộ đó nữa.
Họ Cercidiphyllaceae trong một thời gian dài từng gắn với các họ Hamamelidaceae và Trochodendraceae và thường được cho là gần với họ thứ hai hơn. Họ Cercidiphyllaceae hiện nay đã biết là thành viên của nhánh thân gỗ trong bộ Saxifragales, cùng với các họ Hamamelidaceae, Altingiaceae, Daphniphyllaceae, nhưng Trochodendraceae thì hiện tại nằm trong bộ thực vật hai lá mầm thật sự cơ sở là bộ Trochodendrales. Họ Altingiaceae thường đã không tách biệt khỏi họ Hamamelidaceae cho tới khi các nghiên cứu phát sinh chủng loài chỉ ra rằng việc gộp vào như vậy có thể làm cho Hamamelidaceae trở thành cận ngành. Sự công nhận Altingiaceae như một họ tách biệt đã nhận được sự hỗ trợ thống kê mạnh trong năm 2008.
Chi Daphniphyllum đã từng luôn được coi là có sự kết hợp dị thường của các đặc trưng và đã từng được đặt trong vài bộ khác nhau trước khi phân tích phát sinh chủng loài phân tử chỉ ra rằng nó thuộc về bộ Saxifragales.
Họ Paeoniaceae sở hữu nhiều đặc trưng độc nhất vô nhị và vị trí phân loại của nó trong một thời gian dài là vấn đề gây tranh cãi. Một ý tưởng tồn tại từ lâu cho rằng chi Paeonia thuộc về bộ Ranunculales, gần với chi Glaucidium. Tuy nhiên, cuối cùng thì họ Paeoniaceae đã được chỉ ra rõ ràng là thuộc bộ Saxifragales trong khi chi Glaucidium là thuộc họ Ranunculaceae.
Họ Peridiscaceae đã trải qua sự dịch chuyển và định nghĩa lại đáng kể kể từ năm 2003 tới năm 2009. Ban đầu, nó bao gồm 2 chi có quan hệ họ hàng gần là Peridiscus và Whittonia. Hệ thống APG II năm 2003 đặt họ này trong bộ Malpighiales, dựa trên một trình tự DNA đối với gen rbcL từ chi Whittonia. Trình tự này hóa ra là không phải từ chi Whittonia, mà là từ một loài thực vật khác với DNA của nó đã ô nhiễm mẫu vật. Sau khi Peridiscaceae đã được đặt trong bộ Saxifragales, thì nó được mở rộng để gộp cả Soyauxia vào năm 2007 và mở rộng lần nữa để gộp cả Medusandra vào năm 2009.

## Phát sinh chủng loài
Cây phát sinh chủng loài trong phạm vi bộ Tai hùm dưới đây lấy theo APG III, dựa trên cây do Shuguang Jian và ctv công bố năm 2008, trừ họ Cynomoriaceae hiện tại chưa rõ nằm tại vị trí nào nên không xếp trong cây phát sinh chủng loài này.
Tất cả các nhánh có 100% hỗ trợ tự trợ hợp lý tối đa, ngoại trừ những nơi nào có nhãn với phần trăm tự trợ.
| 98 | Hamamelidaceae                                                                                          |
|    | Hamamelidaceae                                                                                          |
| 95 | \| \| Cercidiphyllaceae (Cercidiphyllum) \| \| \| \| \| \| Daphniphyllaceae (Daphniphyllum) \| \| \| \| |
|    | \| \| Cercidiphyllaceae (Cercidiphyllum) \| \| \| \| \| \| Daphniphyllaceae (Daphniphyllum) \| \| \| \| |
|    | Cercidiphyllaceae (Cercidiphyllum)                                                                      |
|    | |
|    | Daphniphyllaceae (Daphniphyllum)                                                                        |
|    | |

|  | Cercidiphyllaceae (Cercidiphyllum) |
|  |                                    |
|  | Daphniphyllaceae (Daphniphyllum)   |
|  |                                    |

| 98 | Hamamelidaceae                                                                                          |
|    | Hamamelidaceae                                                                                          |
| 95 | \| \| Cercidiphyllaceae (Cercidiphyllum) \| \| \| \| \| \| Daphniphyllaceae (Daphniphyllum) \| \| \| \| |
|    | \| \| Cercidiphyllaceae (Cercidiphyllum) \| \| \| \| \| \| Daphniphyllaceae (Daphniphyllum) \| \| \| \| |
|    | Cercidiphyllaceae (Cercidiphyllum)                                                                      |
|    | |
|    | Daphniphyllaceae (Daphniphyllum)                                                                        |
|    | |

|  | Cercidiphyllaceae (Cercidiphyllum) |
|  |                                    |
|  | Daphniphyllaceae (Daphniphyllum)   |
|  |                                    |

| 98 | Hamamelidaceae                                                                                          |
|    | Hamamelidaceae                                                                                          |
| 95 | \| \| Cercidiphyllaceae (Cercidiphyllum) \| \| \| \| \| \| Daphniphyllaceae (Daphniphyllum) \| \| \| \| |
|    | \| \| Cercidiphyllaceae (Cercidiphyllum) \| \| \| \| \| \| Daphniphyllaceae (Daphniphyllum) \| \| \| \| |
|    | Cercidiphyllaceae (Cercidiphyllum)                                                                      |
|    | |
|    | Daphniphyllaceae (Daphniphyllum)                                                                        |
|    | |

|  | Cercidiphyllaceae (Cercidiphyllum) |
|  |                                    |
|  | Daphniphyllaceae (Daphniphyllum)   |
|  |                                    |

| 98 | Hamamelidaceae                                                                                          |
|    | Hamamelidaceae                                                                                          |
| 95 | \| \| Cercidiphyllaceae (Cercidiphyllum) \| \| \| \| \| \| Daphniphyllaceae (Daphniphyllum) \| \| \| \| |
|    | \| \| Cercidiphyllaceae (Cercidiphyllum) \| \| \| \| \| \| Daphniphyllaceae (Daphniphyllum) \| \| \| \| |
|    | Cercidiphyllaceae (Cercidiphyllum)                                                                      |
|    | |
|    | Daphniphyllaceae (Daphniphyllum)                                                                        |
|    | |

|  | Cercidiphyllaceae (Cercidiphyllum) |
|  |                                    |
|  | Daphniphyllaceae (Daphniphyllum)   |
|  |                                    |

|  | Tetracarpaeaceae (Tetracarpaea)                                                 |
|  |                                                                                 |
|  | \| \| Penthoraceae (Penthorum) \| \| \| \| \| \| Haloragaceae s. s. \| \| \| \| |
|  |                                                                                 |
|  | Penthoraceae (Penthorum)                                                        |
|  |                                                                                 |
|  | Haloragaceae s. s.                                                              |
|  |                                                                                 |

|  | Penthoraceae (Penthorum) |
|  |                          |
|  | Haloragaceae s. s.       |
|  |                          |

|  | Tetracarpaeaceae (Tetracarpaea)                                                 |
|  |                                                                                 |
|  | \| \| Penthoraceae (Penthorum) \| \| \| \| \| \| Haloragaceae s. s. \| \| \| \| |
|  |                                                                                 |
|  | Penthoraceae (Penthorum)                                                        |
|  |                                                                                 |
|  | Haloragaceae s. s.                                                              |
|  |                                                                                 |

|  | Penthoraceae (Penthorum) |
|  |                          |
|  | Haloragaceae s. s.       |
|  |                          |

|  | Tetracarpaeaceae (Tetracarpaea)                                                 |
|  |                                                                                 |
|  | \| \| Penthoraceae (Penthorum) \| \| \| \| \| \| Haloragaceae s. s. \| \| \| \| |
|  |                                                                                 |
|  | Penthoraceae (Penthorum)                                                        |
|  |                                                                                 |
|  | Haloragaceae s. s.                                                              |
|  |                                                                                 |

|  | Penthoraceae (Penthorum) |
|  |                          |
|  | Haloragaceae s. s.       |
|  |                          |

|  | Tetracarpaeaceae (Tetracarpaea)                                                 |
|  |                                                                                 |
|  | \| \| Penthoraceae (Penthorum) \| \| \| \| \| \| Haloragaceae s. s. \| \| \| \| |
|  |                                                                                 |
|  | Penthoraceae (Penthorum)                                                        |
|  |                                                                                 |
|  | Haloragaceae s. s.                                                              |
|  |                                                                                 |

|  | Penthoraceae (Penthorum) |
|  |                          |
|  | Haloragaceae s. s.       |
|  |                          |

| Iteaceae s. l. | \| \| Pterostemonaceae (Pterostemon) \| \| \| \| \| \| Iteaceae s. s. \| \| \| \| |
|                | \| \| Pterostemonaceae (Pterostemon) \| \| \| \| \| \| Iteaceae s. s. \| \| \| \| |
|                | Pterostemonaceae (Pterostemon)                                                    |
|                |                                                                                   |
|                | Iteaceae s. s.                                                                    |
|                |                                                                                   |

|  | Pterostemonaceae (Pterostemon) |
|  |                                |
|  | Iteaceae s. s.                 |
|  |                                |

|  | Grossulariaceae (Ribes) |
|  |                         |
|  | Saxifragaceae           |
|  |                         |

| Iteaceae s. l. | \| \| Pterostemonaceae (Pterostemon) \| \| \| \| \| \| Iteaceae s. s. \| \| \| \| |
|                | \| \| Pterostemonaceae (Pterostemon) \| \| \| \| \| \| Iteaceae s. s. \| \| \| \| |
|                | Pterostemonaceae (Pterostemon)                                                    |
|                |                                                                                   |
|                | Iteaceae s. s.                                                                    |
|                |                                                                                   |

|  | Pterostemonaceae (Pterostemon) |
|  |                                |
|  | Iteaceae s. s.                 |
|  |                                |

|  | Grossulariaceae (Ribes) |
|  |                         |
|  | Saxifragaceae           |
|  |                         |

|  | Tetracarpaeaceae (Tetracarpaea)                                                 |
|  |                                                                                 |
|  | \| \| Penthoraceae (Penthorum) \| \| \| \| \| \| Haloragaceae s. s. \| \| \| \| |
|  |                                                                                 |
|  | Penthoraceae (Penthorum)                                                        |
|  |                                                                                 |
|  | Haloragaceae s. s.                                                              |
|  |                                                                                 |

|  | Penthoraceae (Penthorum) |
|  |                          |
|  | Haloragaceae s. s.       |
|  |                          |

|  | Tetracarpaeaceae (Tetracarpaea)                                                 |
|  |                                                                                 |
|  | \| \| Penthoraceae (Penthorum) \| \| \| \| \| \| Haloragaceae s. s. \| \| \| \| |
|  |                                                                                 |
|  | Penthoraceae (Penthorum)                                                        |
|  |                                                                                 |
|  | Haloragaceae s. s.                                                              |
|  |                                                                                 |

|  | Penthoraceae (Penthorum) |
|  |                          |
|  | Haloragaceae s. s.       |
|  |                          |

|  | Tetracarpaeaceae (Tetracarpaea)                                                 |
|  |                                                                                 |
|  | \| \| Penthoraceae (Penthorum) \| \| \| \| \| \| Haloragaceae s. s. \| \| \| \| |
|  |                                                                                 |
|  | Penthoraceae (Penthorum)                                                        |
|  |                                                                                 |
|  | Haloragaceae s. s.                                                              |
|  |                                                                                 |

|  | Penthoraceae (Penthorum) |
|  |                          |
|  | Haloragaceae s. s.       |
|  |                          |

|  | Tetracarpaeaceae (Tetracarpaea)                                                 |
|  |                                                                                 |
|  | \| \| Penthoraceae (Penthorum) \| \| \| \| \| \| Haloragaceae s. s. \| \| \| \| |
|  |                                                                                 |
|  | Penthoraceae (Penthorum)                                                        |
|  |                                                                                 |
|  | Haloragaceae s. s.                                                              |
|  |                                                                                 |

|  | Penthoraceae (Penthorum) |
|  |                          |
|  | Haloragaceae s. s.       |
|  |                          |

| Iteaceae s. l. | \| \| Pterostemonaceae (Pterostemon) \| \| \| \| \| \| Iteaceae s. s. \| \| \| \| |
|                | \| \| Pterostemonaceae (Pterostemon) \| \| \| \| \| \| Iteaceae s. s. \| \| \| \| |
|                | Pterostemonaceae (Pterostemon)                                                    |
|                |                                                                                   |
|                | Iteaceae s. s.                                                                    |
|                |                                                                                   |

|  | Pterostemonaceae (Pterostemon) |
|  |                                |
|  | Iteaceae s. s.                 |
|  |                                |

|  | Grossulariaceae (Ribes) |
|  |                         |
|  | Saxifragaceae           |
|  |                         |

| Iteaceae s. l. | \| \| Pterostemonaceae (Pterostemon) \| \| \| \| \| \| Iteaceae s. s. \| \| \| \| |
|                | \| \| Pterostemonaceae (Pterostemon) \| \| \| \| \| \| Iteaceae s. s. \| \| \| \| |
|                | Pterostemonaceae (Pterostemon)                                                    |
|                |                                                                                   |
|                | Iteaceae s. s.                                                                    |
|                |                                                                                   |

|  | Pterostemonaceae (Pterostemon) |
|  |                                |
|  | Iteaceae s. s.                 |
|  |                                |

|  | Grossulariaceae (Ribes) |
|  |                         |
|  | Saxifragaceae           |
|  |                         |

| 98 | Hamamelidaceae                                                                                          |
|    | Hamamelidaceae                                                                                          |
| 95 | \| \| Cercidiphyllaceae (Cercidiphyllum) \| \| \| \| \| \| Daphniphyllaceae (Daphniphyllum) \| \| \| \| |
|    | \| \| Cercidiphyllaceae (Cercidiphyllum) \| \| \| \| \| \| Daphniphyllaceae (Daphniphyllum) \| \| \| \| |
|    | Cercidiphyllaceae (Cercidiphyllum)                                                                      |
|    | |
|    | Daphniphyllaceae (Daphniphyllum)                                                                        |
|    | |

|  | Cercidiphyllaceae (Cercidiphyllum) |
|  |                                    |
|  | Daphniphyllaceae (Daphniphyllum)   |
|  |                                    |

| 98 | Hamamelidaceae                                                                                          |
|    | Hamamelidaceae                                                                                          |
| 95 | \| \| Cercidiphyllaceae (Cercidiphyllum) \| \| \| \| \| \| Daphniphyllaceae (Daphniphyllum) \| \| \| \| |
|    | \| \| Cercidiphyllaceae (Cercidiphyllum) \| \| \| \| \| \| Daphniphyllaceae (Daphniphyllum) \| \| \| \| |
|    | Cercidiphyllaceae (Cercidiphyllum)                                                                      |
|    | |
|    | Daphniphyllaceae (Daphniphyllum)                                                                        |
|    | |

|  | Cercidiphyllaceae (Cercidiphyllum) |
|  |                                    |
|  | Daphniphyllaceae (Daphniphyllum)   |
|  |                                    |

| 98 | Hamamelidaceae                                                                                          |
|    | Hamamelidaceae                                                                                          |
| 95 | \| \| Cercidiphyllaceae (Cercidiphyllum) \| \| \| \| \| \| Daphniphyllaceae (Daphniphyllum) \| \| \| \| |
|    | \| \| Cercidiphyllaceae (Cercidiphyllum) \| \| \| \| \| \| Daphniphyllaceae (Daphniphyllum) \| \| \| \| |
|    | Cercidiphyllaceae (Cercidiphyllum)                                                                      |
|    | |
|    | Daphniphyllaceae (Daphniphyllum)                                                                        |
|    | |

|  | Cercidiphyllaceae (Cercidiphyllum) |
|  |                                    |
|  | Daphniphyllaceae (Daphniphyllum)   |
|  |                                    |

| 98 | Hamamelidaceae                                                                                          |
|    | Hamamelidaceae                                                                                          |
| 95 | \| \| Cercidiphyllaceae (Cercidiphyllum) \| \| \| \| \| \| Daphniphyllaceae (Daphniphyllum) \| \| \| \| |
|    | \| \| Cercidiphyllaceae (Cercidiphyllum) \| \| \| \| \| \| Daphniphyllaceae (Daphniphyllum) \| \| \| \| |
|    | Cercidiphyllaceae (Cercidiphyllum)                                                                      |
|    | |
|    | Daphniphyllaceae (Daphniphyllum)                                                                        |
|    | |

|  | Cercidiphyllaceae (Cercidiphyllum) |
|  |                                    |
|  | Daphniphyllaceae (Daphniphyllum)   |
|  |                                    |

|  | Tetracarpaeaceae (Tetracarpaea)                                                 |
|  |                                                                                 |
|  | \| \| Penthoraceae (Penthorum) \| \| \| \| \| \| Haloragaceae s. s. \| \| \| \| |
|  |                                                                                 |
|  | Penthoraceae (Penthorum)                                                        |
|  |                                                                                 |
|  | Haloragaceae s. s.                                                              |
|  |                                                                                 |

|  | Penthoraceae (Penthorum) |
|  |                          |
|  | Haloragaceae s. s.       |
|  |                          |

|  | Tetracarpaeaceae (Tetracarpaea)                                                 |
|  |                                                                                 |
|  | \| \| Penthoraceae (Penthorum) \| \| \| \| \| \| Haloragaceae s. s. \| \| \| \| |
|  |                                                                                 |
|  | Penthoraceae (Penthorum)                                                        |
|  |                                                                                 |
|  | Haloragaceae s. s.                                                              |
|  |                                                                                 |

|  | Penthoraceae (Penthorum) |
|  |                          |
|  | Haloragaceae s. s.       |
|  |                          |

|  | Tetracarpaeaceae (Tetracarpaea)                                                 |
|  |                                                                                 |
|  | \| \| Penthoraceae (Penthorum) \| \| \| \| \| \| Haloragaceae s. s. \| \| \| \| |
|  |                                                                                 |
|  | Penthoraceae (Penthorum)                                                        |
|  |                                                                                 |
|  | Haloragaceae s. s.                                                              |
|  |                                                                                 |

|  | Penthoraceae (Penthorum) |
|  |                          |
|  | Haloragaceae s. s.       |
|  |                          |

|  | Tetracarpaeaceae (Tetracarpaea)                                                 |
|  |                                                                                 |
|  | \| \| Penthoraceae (Penthorum) \| \| \| \| \| \| Haloragaceae s. s. \| \| \| \| |
|  |                                                                                 |
|  | Penthoraceae (Penthorum)                                                        |
|  |                                                                                 |
|  | Haloragaceae s. s.                                                              |
|  |                                                                                 |

|  | Penthoraceae (Penthorum) |
|  |                          |
|  | Haloragaceae s. s.       |
|  |                          |

| Iteaceae s. l. | \| \| Pterostemonaceae (Pterostemon) \| \| \| \| \| \| Iteaceae s. s. \| \| \| \| |
|                | \| \| Pterostemonaceae (Pterostemon) \| \| \| \| \| \| Iteaceae s. s. \| \| \| \| |
|                | Pterostemonaceae (Pterostemon)                                                    |
|                |                                                                                   |
|                | Iteaceae s. s.                                                                    |
|                |                                                                                   |

|  | Pterostemonaceae (Pterostemon) |
|  |                                |
|  | Iteaceae s. s.                 |
|  |                                |

|  | Grossulariaceae (Ribes) |
|  |                         |
|  | Saxifragaceae           |
|  |                         |

| Iteaceae s. l. | \| \| Pterostemonaceae (Pterostemon) \| \| \| \| \| \| Iteaceae s. s. \| \| \| \| |
|                | \| \| Pterostemonaceae (Pterostemon) \| \| \| \| \| \| Iteaceae s. s. \| \| \| \| |
|                | Pterostemonaceae (Pterostemon)                                                    |
|                |                                                                                   |
|                | Iteaceae s. s.                                                                    |
|                |                                                                                   |

|  | Pterostemonaceae (Pterostemon) |
|  |                                |
|  | Iteaceae s. s.                 |
|  |                                |

|  | Grossulariaceae (Ribes) |
|  |                         |
|  | Saxifragaceae           |
|  |                         |

|  | Tetracarpaeaceae (Tetracarpaea)                                                 |
|  |                                                                                 |
|  | \| \| Penthoraceae (Penthorum) \| \| \| \| \| \| Haloragaceae s. s. \| \| \| \| |
|  |                                                                                 |
|  | Penthoraceae (Penthorum)                                                        |
|  |                                                                                 |
|  | Haloragaceae s. s.                                                              |
|  |                                                                                 |

|  | Penthoraceae (Penthorum) |
|  |                          |
|  | Haloragaceae s. s.       |
|  |                          |

|  | Tetracarpaeaceae (Tetracarpaea)                                                 |
|  |                                                                                 |
|  | \| \| Penthoraceae (Penthorum) \| \| \| \| \| \| Haloragaceae s. s. \| \| \| \| |
|  |                                                                                 |
|  | Penthoraceae (Penthorum)                                                        |
|  |                                                                                 |
|  | Haloragaceae s. s.                                                              |
|  |                                                                                 |

|  | Penthoraceae (Penthorum) |
|  |                          |
|  | Haloragaceae s. s.       |
|  |                          |

|  | Tetracarpaeaceae (Tetracarpaea)                                                 |
|  |                                                                                 |
|  | \| \| Penthoraceae (Penthorum) \| \| \| \| \| \| Haloragaceae s. s. \| \| \| \| |
|  |                                                                                 |
|  | Penthoraceae (Penthorum)                                                        |
|  |                                                                                 |
|  | Haloragaceae s. s.                                                              |
|  |                                                                                 |

|  | Penthoraceae (Penthorum) |
|  |                          |
|  | Haloragaceae s. s.       |
|  |                          |

|  | Tetracarpaeaceae (Tetracarpaea)                                                 |
|  |                                                                                 |
|  | \| \| Penthoraceae (Penthorum) \| \| \| \| \| \| Haloragaceae s. s. \| \| \| \| |
|  |                                                                                 |
|  | Penthoraceae (Penthorum)                                                        |
|  |                                                                                 |
|  | Haloragaceae s. s.                                                              |
|  |                                                                                 |

|  | Penthoraceae (Penthorum) |
|  |                          |
|  | Haloragaceae s. s.       |
|  |                          |

| Iteaceae s. l. | \| \| Pterostemonaceae (Pterostemon) \| \| \| \| \| \| Iteaceae s. s. \| \| \| \| |
|                | \| \| Pterostemonaceae (Pterostemon) \| \| \| \| \| \| Iteaceae s. s. \| \| \| \| |
|                | Pterostemonaceae (Pterostemon)                                                    |
|                |                                                                                   |
|                | Iteaceae s. s.                                                                    |
|                |                                                                                   |

|  | Pterostemonaceae (Pterostemon) |
|  |                                |
|  | Iteaceae s. s.                 |
|  |                                |

|  | Grossulariaceae (Ribes) |
|  |                         |
|  | Saxifragaceae           |
|  |                         |

| Iteaceae s. l. | \| \| Pterostemonaceae (Pterostemon) \| \| \| \| \| \| Iteaceae s. s. \| \| \| \| |
|                | \| \| Pterostemonaceae (Pterostemon) \| \| \| \| \| \| Iteaceae s. s. \| \| \| \| |
|                | Pterostemonaceae (Pterostemon)                                                    |
|                |                                                                                   |
|                | Iteaceae s. s.                                                                    |
|                |                                                                                   |

|  | Pterostemonaceae (Pterostemon) |
|  |                                |
|  | Iteaceae s. s.                 |
|  |                                |

|  | Grossulariaceae (Ribes) |
|  |                         |
|  | Saxifragaceae           |
|  |                         |

| 98 | Hamamelidaceae                                                                                          |
|    | Hamamelidaceae                                                                                          |
| 95 | \| \| Cercidiphyllaceae (Cercidiphyllum) \| \| \| \| \| \| Daphniphyllaceae (Daphniphyllum) \| \| \| \| |
|    | \| \| Cercidiphyllaceae (Cercidiphyllum) \| \| \| \| \| \| Daphniphyllaceae (Daphniphyllum) \| \| \| \| |
|    | Cercidiphyllaceae (Cercidiphyllum)                                                                      |
|    | |
|    | Daphniphyllaceae (Daphniphyllum)                                                                        |
|    | |

|  | Cercidiphyllaceae (Cercidiphyllum) |
|  |                                    |
|  | Daphniphyllaceae (Daphniphyllum)   |
|  |                                    |

| 98 | Hamamelidaceae                                                                                          |
|    | Hamamelidaceae                                                                                          |
| 95 | \| \| Cercidiphyllaceae (Cercidiphyllum) \| \| \| \| \| \| Daphniphyllaceae (Daphniphyllum) \| \| \| \| |
|    | \| \| Cercidiphyllaceae (Cercidiphyllum) \| \| \| \| \| \| Daphniphyllaceae (Daphniphyllum) \| \| \| \| |
|    | Cercidiphyllaceae (Cercidiphyllum)                                                                      |
|    | |
|    | Daphniphyllaceae (Daphniphyllum)                                                                        |
|    | |

|  | Cercidiphyllaceae (Cercidiphyllum) |
|  |                                    |
|  | Daphniphyllaceae (Daphniphyllum)   |
|  |                                    |

| 98 | Hamamelidaceae                                                                                          |
|    | Hamamelidaceae                                                                                          |
| 95 | \| \| Cercidiphyllaceae (Cercidiphyllum) \| \| \| \| \| \| Daphniphyllaceae (Daphniphyllum) \| \| \| \| |
|    | \| \| Cercidiphyllaceae (Cercidiphyllum) \| \| \| \| \| \| Daphniphyllaceae (Daphniphyllum) \| \| \| \| |
|    | Cercidiphyllaceae (Cercidiphyllum)                                                                      |
|    | |
|    | Daphniphyllaceae (Daphniphyllum)                                                                        |
|    | |

|  | Cercidiphyllaceae (Cercidiphyllum) |
|  |                                    |
|  | Daphniphyllaceae (Daphniphyllum)   |
|  |                                    |

| 98 | Hamamelidaceae                                                                                          |
|    | Hamamelidaceae                                                                                          |
| 95 | \| \| Cercidiphyllaceae (Cercidiphyllum) \| \| \| \| \| \| Daphniphyllaceae (Daphniphyllum) \| \| \| \| |
|    | \| \| Cercidiphyllaceae (Cercidiphyllum) \| \| \| \| \| \| Daphniphyllaceae (Daphniphyllum) \| \| \| \| |
|    | Cercidiphyllaceae (Cercidiphyllum)                                                                      |
|    | |
|    | Daphniphyllaceae (Daphniphyllum)                                                                        |
|    | |

|  | Cercidiphyllaceae (Cercidiphyllum) |
|  |                                    |
|  | Daphniphyllaceae (Daphniphyllum)   |
|  |                                    |

|  | Tetracarpaeaceae (Tetracarpaea)                                                 |
|  |                                                                                 |
|  | \| \| Penthoraceae (Penthorum) \| \| \| \| \| \| Haloragaceae s. s. \| \| \| \| |
|  |                                                                                 |
|  | Penthoraceae (Penthorum)                                                        |
|  |                                                                                 |
|  | Haloragaceae s. s.                                                              |
|  |                                                                                 |

|  | Penthoraceae (Penthorum) |
|  |                          |
|  | Haloragaceae s. s.       |
|  |                          |

|  | Tetracarpaeaceae (Tetracarpaea)                                                 |
|  |                                                                                 |
|  | \| \| Penthoraceae (Penthorum) \| \| \| \| \| \| Haloragaceae s. s. \| \| \| \| |
|  |                                                                                 |
|  | Penthoraceae (Penthorum)                                                        |
|  |                                                                                 |
|  | Haloragaceae s. s.                                                              |
|  |                                                                                 |

|  | Penthoraceae (Penthorum) |
|  |                          |
|  | Haloragaceae s. s.       |
|  |                          |

|  | Tetracarpaeaceae (Tetracarpaea)                                                 |
|  |                                                                                 |
|  | \| \| Penthoraceae (Penthorum) \| \| \| \| \| \| Haloragaceae s. s. \| \| \| \| |
|  |                                                                                 |
|  | Penthoraceae (Penthorum)                                                        |
|  |                                                                                 |
|  | Haloragaceae s. s.                                                              |
|  |                                                                                 |

|  | Penthoraceae (Penthorum) |
|  |                          |
|  | Haloragaceae s. s.       |
|  |                          |

|  | Tetracarpaeaceae (Tetracarpaea)                                                 |
|  |                                                                                 |
|  | \| \| Penthoraceae (Penthorum) \| \| \| \| \| \| Haloragaceae s. s. \| \| \| \| |
|  |                                                                                 |
|  | Penthoraceae (Penthorum)                                                        |
|  |                                                                                 |
|  | Haloragaceae s. s.                                                              |
|  |                                                                                 |

|  | Penthoraceae (Penthorum) |
|  |                          |
|  | Haloragaceae s. s.       |
|  |                          |

| Iteaceae s. l. | \| \| Pterostemonaceae (Pterostemon) \| \| \| \| \| \| Iteaceae s. s. \| \| \| \| |
|                | \| \| Pterostemonaceae (Pterostemon) \| \| \| \| \| \| Iteaceae s. s. \| \| \| \| |
|                | Pterostemonaceae (Pterostemon)                                                    |
|                |                                                                                   |
|                | Iteaceae s. s.                                                                    |
|                |                                                                                   |

|  | Pterostemonaceae (Pterostemon) |
|  |                                |
|  | Iteaceae s. s.                 |
|  |                                |

|  | Grossulariaceae (Ribes) |
|  |                         |
|  | Saxifragaceae           |
|  |                         |

| Iteaceae s. l. | \| \| Pterostemonaceae (Pterostemon) \| \| \| \| \| \| Iteaceae s. s. \| \| \| \| |
|                | \| \| Pterostemonaceae (Pterostemon) \| \| \| \| \| \| Iteaceae s. s. \| \| \| \| |
|                | Pterostemonaceae (Pterostemon)                                                    |
|                |                                                                                   |
|                | Iteaceae s. s.                                                                    |
|                |                                                                                   |

|  | Pterostemonaceae (Pterostemon) |
|  |                                |
|  | Iteaceae s. s.                 |
|  |                                |

|  | Grossulariaceae (Ribes) |
|  |                         |
|  | Saxifragaceae           |
|  |                         |

|  | Tetracarpaeaceae (Tetracarpaea)                                                 |
|  |                                                                                 |
|  | \| \| Penthoraceae (Penthorum) \| \| \| \| \| \| Haloragaceae s. s. \| \| \| \| |
|  |                                                                                 |
|  | Penthoraceae (Penthorum)                                                        |
|  |                                                                                 |
|  | Haloragaceae s. s.                                                              |
|  |                                                                                 |

|  | Penthoraceae (Penthorum) |
|  |                          |
|  | Haloragaceae s. s.       |
|  |                          |

|  | Tetracarpaeaceae (Tetracarpaea)                                                 |
|  |                                                                                 |
|  | \| \| Penthoraceae (Penthorum) \| \| \| \| \| \| Haloragaceae s. s. \| \| \| \| |
|  |                                                                                 |
|  | Penthoraceae (Penthorum)                                                        |
|  |                                                                                 |
|  | Haloragaceae s. s.                                                              |
|  |                                                                                 |

|  | Penthoraceae (Penthorum) |
|  |                          |
|  | Haloragaceae s. s.       |
|  |                          |

|  | Tetracarpaeaceae (Tetracarpaea)                                                 |
|  |                                                                                 |
|  | \| \| Penthoraceae (Penthorum) \| \| \| \| \| \| Haloragaceae s. s. \| \| \| \| |
|  |                                                                                 |
|  | Penthoraceae (Penthorum)                                                        |
|  |                                                                                 |
|  | Haloragaceae s. s.                                                              |
|  |                                                                                 |

|  | Penthoraceae (Penthorum) |
|  |                          |
|  | Haloragaceae s. s.       |
|  |                          |

|  | Tetracarpaeaceae (Tetracarpaea)                                                 |
|  |                                                                                 |
|  | \| \| Penthoraceae (Penthorum) \| \| \| \| \| \| Haloragaceae s. s. \| \| \| \| |
|  |                                                                                 |
|  | Penthoraceae (Penthorum)                                                        |
|  |                                                                                 |
|  | Haloragaceae s. s.                                                              |
|  |                                                                                 |

|  | Penthoraceae (Penthorum) |
|  |                          |
|  | Haloragaceae s. s.       |
|  |                          |

| Iteaceae s. l. | \| \| Pterostemonaceae (Pterostemon) \| \| \| \| \| \| Iteaceae s. s. \| \| \| \| |
|                | \| \| Pterostemonaceae (Pterostemon) \| \| \| \| \| \| Iteaceae s. s. \| \| \| \| |
|                | Pterostemonaceae (Pterostemon)                                                    |
|                |                                                                                   |
|                | Iteaceae s. s.                                                                    |
|                |                                                                                   |

|  | Pterostemonaceae (Pterostemon) |
|  |                                |
|  | Iteaceae s. s.                 |
|  |                                |

|  | Grossulariaceae (Ribes) |
|  |                         |
|  | Saxifragaceae           |
|  |                         |

| Iteaceae s. l. | \| \| Pterostemonaceae (Pterostemon) \| \| \| \| \| \| Iteaceae s. s. \| \| \| \| |
|                | \| \| Pterostemonaceae (Pterostemon) \| \| \| \| \| \| Iteaceae s. s. \| \| \| \| |
|                | Pterostemonaceae (Pterostemon)                                                    |
|                |                                                                                   |
|                | Iteaceae s. s.                                                                    |
|                |                                                                                   |

|  | Pterostemonaceae (Pterostemon) |
|  |                                |
|  | Iteaceae s. s.                 |
|  |                                |

|  | Grossulariaceae (Ribes) |
|  |                         |
|  | Saxifragaceae           |
|  |                         |

| 98 | Hamamelidaceae                                                                                          |
|    | Hamamelidaceae                                                                                          |
| 95 | \| \| Cercidiphyllaceae (Cercidiphyllum) \| \| \| \| \| \| Daphniphyllaceae (Daphniphyllum) \| \| \| \| |
|    | \| \| Cercidiphyllaceae (Cercidiphyllum) \| \| \| \| \| \| Daphniphyllaceae (Daphniphyllum) \| \| \| \| |
|    | Cercidiphyllaceae (Cercidiphyllum)                                                                      |
|    | |
|    | Daphniphyllaceae (Daphniphyllum)                                                                        |
|    | |

|  | Cercidiphyllaceae (Cercidiphyllum) |
|  |                                    |
|  | Daphniphyllaceae (Daphniphyllum)   |
|  |                                    |

| 98 | Hamamelidaceae                                                                                          |
|    | Hamamelidaceae                                                                                          |
| 95 | \| \| Cercidiphyllaceae (Cercidiphyllum) \| \| \| \| \| \| Daphniphyllaceae (Daphniphyllum) \| \| \| \| |
|    | \| \| Cercidiphyllaceae (Cercidiphyllum) \| \| \| \| \| \| Daphniphyllaceae (Daphniphyllum) \| \| \| \| |
|    | Cercidiphyllaceae (Cercidiphyllum)                                                                      |
|    | |
|    | Daphniphyllaceae (Daphniphyllum)                                                                        |
|    | |

|  | Cercidiphyllaceae (Cercidiphyllum) |
|  |                                    |
|  | Daphniphyllaceae (Daphniphyllum)   |
|  |                                    |

| 98 | Hamamelidaceae                                                                                          |
|    | Hamamelidaceae                                                                                          |
| 95 | \| \| Cercidiphyllaceae (Cercidiphyllum) \| \| \| \| \| \| Daphniphyllaceae (Daphniphyllum) \| \| \| \| |
|    | \| \| Cercidiphyllaceae (Cercidiphyllum) \| \| \| \| \| \| Daphniphyllaceae (Daphniphyllum) \| \| \| \| |
|    | Cercidiphyllaceae (Cercidiphyllum)                                                                      |
|    | |
|    | Daphniphyllaceae (Daphniphyllum)                                                                        |
|    | |

|  | Cercidiphyllaceae (Cercidiphyllum) |
|  |                                    |
|  | Daphniphyllaceae (Daphniphyllum)   |
|  |                                    |

| 98 | Hamamelidaceae                                                                                          |
|    | Hamamelidaceae                                                                                          |
| 95 | \| \| Cercidiphyllaceae (Cercidiphyllum) \| \| \| \| \| \| Daphniphyllaceae (Daphniphyllum) \| \| \| \| |
|    | \| \| Cercidiphyllaceae (Cercidiphyllum) \| \| \| \| \| \| Daphniphyllaceae (Daphniphyllum) \| \| \| \| |
|    | Cercidiphyllaceae (Cercidiphyllum)                                                                      |
|    | |
|    | Daphniphyllaceae (Daphniphyllum)                                                                        |
|    | |

|  | Cercidiphyllaceae (Cercidiphyllum) |
|  |                                    |
|  | Daphniphyllaceae (Daphniphyllum)   |
|  |                                    |

|  | Tetracarpaeaceae (Tetracarpaea)                                                 |
|  |                                                                                 |
|  | \| \| Penthoraceae (Penthorum) \| \| \| \| \| \| Haloragaceae s. s. \| \| \| \| |
|  |                                                                                 |
|  | Penthoraceae (Penthorum)                                                        |
|  |                                                                                 |
|  | Haloragaceae s. s.                                                              |
|  |                                                                                 |

|  | Penthoraceae (Penthorum) |
|  |                          |
|  | Haloragaceae s. s.       |
|  |                          |

|  | Tetracarpaeaceae (Tetracarpaea)                                                 |
|  |                                                                                 |
|  | \| \| Penthoraceae (Penthorum) \| \| \| \| \| \| Haloragaceae s. s. \| \| \| \| |
|  |                                                                                 |
|  | Penthoraceae (Penthorum)                                                        |
|  |                                                                                 |
|  | Haloragaceae s. s.                                                              |
|  |                                                                                 |

|  | Penthoraceae (Penthorum) |
|  |                          |
|  | Haloragaceae s. s.       |
|  |                          |

|  | Tetracarpaeaceae (Tetracarpaea)                                                 |
|  |                                                                                 |
|  | \| \| Penthoraceae (Penthorum) \| \| \| \| \| \| Haloragaceae s. s. \| \| \| \| |
|  |                                                                                 |
|  | Penthoraceae (Penthorum)                                                        |
|  |                                                                                 |
|  | Haloragaceae s. s.                                                              |
|  |                                                                                 |

|  | Penthoraceae (Penthorum) |
|  |                          |
|  | Haloragaceae s. s.       |
|  |                          |

|  | Tetracarpaeaceae (Tetracarpaea)                                                 |
|  |                                                                                 |
|  | \| \| Penthoraceae (Penthorum) \| \| \| \| \| \| Haloragaceae s. s. \| \| \| \| |
|  |                                                                                 |
|  | Penthoraceae (Penthorum)                                                        |
|  |                                                                                 |
|  | Haloragaceae s. s.                                                              |
|  |                                                                                 |

|  | Penthoraceae (Penthorum) |
|  |                          |
|  | Haloragaceae s. s.       |
|  |                          |

| Iteaceae s. l. | \| \| Pterostemonaceae (Pterostemon) \| \| \| \| \| \| Iteaceae s. s. \| \| \| \| |
|                | \| \| Pterostemonaceae (Pterostemon) \| \| \| \| \| \| Iteaceae s. s. \| \| \| \| |
|                | Pterostemonaceae (Pterostemon)                                                    |
|                |                                                                                   |
|                | Iteaceae s. s.                                                                    |
|                |                                                                                   |

|  | Pterostemonaceae (Pterostemon) |
|  |                                |
|  | Iteaceae s. s.                 |
|  |                                |

|  | Grossulariaceae (Ribes) |
|  |                         |
|  | Saxifragaceae           |
|  |                         |

| Iteaceae s. l. | \| \| Pterostemonaceae (Pterostemon) \| \| \| \| \| \| Iteaceae s. s. \| \| \| \| |
|                | \| \| Pterostemonaceae (Pterostemon) \| \| \| \| \| \| Iteaceae s. s. \| \| \| \| |
|                | Pterostemonaceae (Pterostemon)                                                    |
|                |                                                                                   |
|                | Iteaceae s. s.                                                                    |
|                |                                                                                   |

|  | Pterostemonaceae (Pterostemon) |
|  |                                |
|  | Iteaceae s. s.                 |
|  |                                |

|  | Grossulariaceae (Ribes) |
|  |                         |
|  | Saxifragaceae           |
|  |                         |

|  | Tetracarpaeaceae (Tetracarpaea)                                                 |
|  |                                                                                 |
|  | \| \| Penthoraceae (Penthorum) \| \| \| \| \| \| Haloragaceae s. s. \| \| \| \| |
|  |                                                                                 |
|  | Penthoraceae (Penthorum)                                                        |
|  |                                                                                 |
|  | Haloragaceae s. s.                                                              |
|  |                                                                                 |

|  | Penthoraceae (Penthorum) |
|  |                          |
|  | Haloragaceae s. s.       |
|  |                          |

|  | Tetracarpaeaceae (Tetracarpaea)                                                 |
|  |                                                                                 |
|  | \| \| Penthoraceae (Penthorum) \| \| \| \| \| \| Haloragaceae s. s. \| \| \| \| |
|  |                                                                                 |
|  | Penthoraceae (Penthorum)                                                        |
|  |                                                                                 |
|  | Haloragaceae s. s.                                                              |
|  |                                                                                 |

|  | Penthoraceae (Penthorum) |
|  |                          |
|  | Haloragaceae s. s.       |
|  |                          |

|  | Tetracarpaeaceae (Tetracarpaea)                                                 |
|  |                                                                                 |
|  | \| \| Penthoraceae (Penthorum) \| \| \| \| \| \| Haloragaceae s. s. \| \| \| \| |
|  |                                                                                 |
|  | Penthoraceae (Penthorum)                                                        |
|  |                                                                                 |
|  | Haloragaceae s. s.                                                              |
|  |                                                                                 |

|  | Penthoraceae (Penthorum) |
|  |                          |
|  | Haloragaceae s. s.       |
|  |                          |

|  | Tetracarpaeaceae (Tetracarpaea)                                                 |
|  |                                                                                 |
|  | \| \| Penthoraceae (Penthorum) \| \| \| \| \| \| Haloragaceae s. s. \| \| \| \| |
|  |                                                                                 |
|  | Penthoraceae (Penthorum)                                                        |
|  |                                                                                 |
|  | Haloragaceae s. s.                                                              |
|  |                                                                                 |

|  | Penthoraceae (Penthorum) |
|  |                          |
|  | Haloragaceae s. s.       |
|  |                          |

| Iteaceae s. l. | \| \| Pterostemonaceae (Pterostemon) \| \| \| \| \| \| Iteaceae s. s. \| \| \| \| |
|                | \| \| Pterostemonaceae (Pterostemon) \| \| \| \| \| \| Iteaceae s. s. \| \| \| \| |
|                | Pterostemonaceae (Pterostemon)                                                    |
|                |                                                                                   |
|                | Iteaceae s. s.                                                                    |
|                |                                                                                   |

|  | Pterostemonaceae (Pterostemon) |
|  |                                |
|  | Iteaceae s. s.                 |
|  |                                |

|  | Grossulariaceae (Ribes) |
|  |                         |
|  | Saxifragaceae           |
|  |                         |

| Iteaceae s. l. | \| \| Pterostemonaceae (Pterostemon) \| \| \| \| \| \| Iteaceae s. s. \| \| \| \| |
|                | \| \| Pterostemonaceae (Pterostemon) \| \| \| \| \| \| Iteaceae s. s. \| \| \| \| |
|                | Pterostemonaceae (Pterostemon)                                                    |
|                |                                                                                   |
|                | Iteaceae s. s.                                                                    |
|                |                                                                                   |

|  | Pterostemonaceae (Pterostemon) |
|  |                                |
|  | Iteaceae s. s.                 |
|  |                                |

|  | Grossulariaceae (Ribes) |
|  |                         |
|  | Saxifragaceae           |
|  |                         |